# Kanton Saint-Amand-les-Eaux-Rive droite
Saint-Amand-les-Eaux-Rive droite is een voormalig kanton van het Franse Noorderdepartement. Het kanton maakte deel uit van het arrondissement Valenciennes.
In maart 2015 werden de beide kantons van Saint-Amand-les-Eaux opgeheven en werden de gemeenten opgenomen in een nieuw kanton Saint-Amand-les-Eaux.

## Gemeenten
Het kanton Saint-Amand-les-Eaux-Rive droite omvatte de volgende gemeenten:
- Bruille-Saint-Amand
- Château-l'Abbaye
- Flines-lès-Mortagne
- Hasnon
- Mortagne-du-Nord
- Raismes
- Saint-Amand-les-Eaux (Sint-Amands-aan-de-Skarpe) (deels, hoofdplaats)